# 서구일
서구일(Kyle KooIl Seo)은 모델로피부과 대표원장이자 서울대학교 의과대학 교수이다. 서구일원장은 아시아인 최초로 세계적인 피부외과교과서 '코필러'챕터 집필진으로 참여하였고 한국인 최초로 제23차 세계피부과학회에서 연설을 한 인물로도 익히 잘 알려져 있다.

## 생애
2001년 처음 한국에 사각턱보톡스를 도입한 서 원장은 서울대학교 의과대학을 졸업한 뒤 동 대학원에서 박사학위를 취득했다. 현재 서울의대 보톡스클리닉 겸임교수로 재직 중이며, 세계피부외과학회 사무총장을 지내고 있다.
지난해 제72차 미국피부과학회(AAD)에 초청받아 '아시아의 미학(Asian Esthetics)'을 주제로 한국형 보톡스·필러치료의 특성에 대해 강의하기도 했다. 
2012년에는 '미용피부과학지(영국 엘스비어사 발간)'에 코필러 성형 챕터를 맡아 저술한 데 이어 자신의 임상경험을 담은 '한국형 보툴리눔치료', '보툴리눔필러 임상해부학(한미의학)' 등을 출간했다. 이들 두 서적은 올 가을 독일 스프링거(Springer)에서 영문판으로도 출간될 예정이다.

## 학력
- 1981 경남고등학교
- 1990 서울대학교 의학 학사
- 1998 서울대학교 대학원 의학 박사[3]

## 경력
- 1991~1995 서울대학교병원 피부과 전공의
- 1998~2000 서울대학교병원 피부과 전임의
- 2000~2001 도쿄 대학병원 피부과 연구의학자
- 2002~ 서울대병원 피부과 보톡스담당 외래진료의
- 2002~ 모델로피부과 대표원장
- 2002~ 모델로아카데미 대표
- 2007~ 세계피부과학회 부위원장
- 2011~ 세계피부외과학회 조직위원회 사무총장[4]

## 저서
- 미용피부외과학회 교과서 ‘지박이식’편
- 보톡스 시크릿
- 미국미용피부외과학회 교과서 (Cosmetic Prodcedures in Dermatology) ‘코필러’챕터 집필
- 한국형 보툴리눔 치료(서울의학, 2014)
- 보툴리눔 필러 임상해부학 공저(한미의학, 2015)
- Botulinum Toxin for Asian 영문판(Springer Nature, 2017)
- 한국형 보툴리눔 치료 중국어판(중국 요녕과학기술출판사, 2018)[5]